# مقبس 441
مقبس 441 (بالإنجليزية: Socket 441) وهو مقبس من إنتاج شركة إنتل لوحدات المعالجة المركزية من نوع أتوم. وهو مقبس ذات طاقة كهربائية منخفضة ليستخدم في الحواسيب المحمولة و الأجهزة المحمولة باليد.